# Salins (Cantal)
Pour les articles homonymes, voir Salins.
Salins est une commune française située dans le département du Cantal, en région Auvergne-Rhône-Alpes.

## Géographie

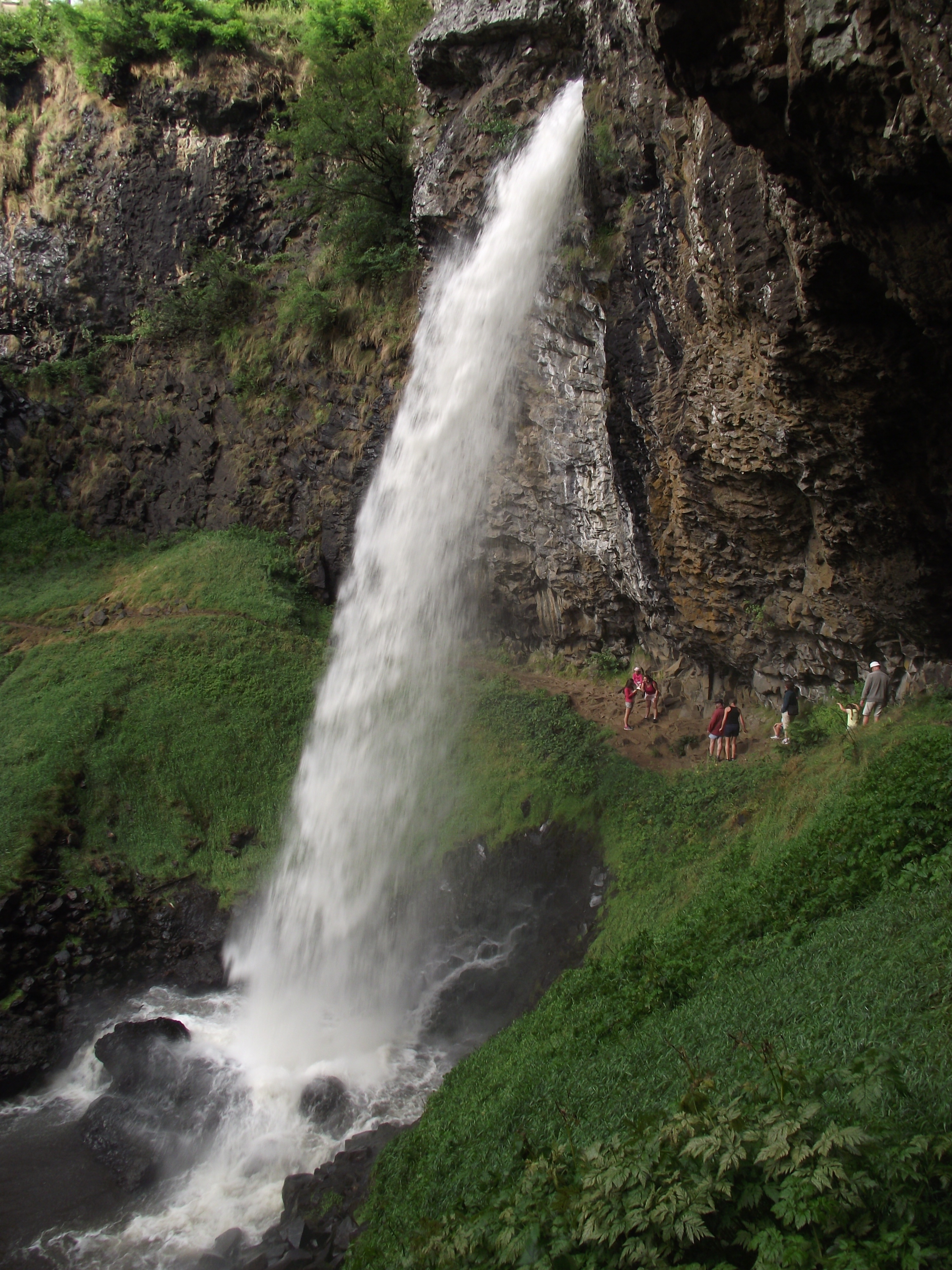
Vue rapprochée de la cascade de Salins.

En bordure de la départementale 922 qui relie Aurillac à Mauriac, la commune de Salins est surtout connue par sa cascade qui se situe juste en aval de la route. Elle se situe en fin d'une coulée de lave qui forme un fer à cheval au niveau de Salins. La rivière qui alimente cette chute est l'Auze, qui prend sa source sur le plateau Salers vers le puy Mary et se jette dans la Dordogne. Cette rivière est souvent à sec pendant l'été. Le territoire communal est également arrosé par son affluent, le Monzola.

### Climat
Pour des articles plus généraux, voir Climat d'Auvergne-Rhône-Alpes et Climat du Cantal.
En 2010, le climat de la commune est de type climat de montagne, selon une étude du CNRS s'appuyant sur une série de données couvrant la période 1971-2000. En 2020, Météo-France publie une typologie des climats de la France métropolitaine dans laquelle la commune est exposée à un climat de montagne ou de marges de montagne et est dans la région climatique  Ouest et nord-ouest du Massif Central, caractérisée par une pluviométrie annuelle de 900 à 1 500 mm, maximale en automne et en hiver. 
Pour la période 1971-2000, la température annuelle moyenne est de 9,5 °C, avec une amplitude thermique annuelle de 15,2 °C. Le cumul annuel moyen de précipitations est de 1 284 mm, avec 12,8 jours de précipitations en janvier et 8,2 jours en juillet. Pour la période 1991-2020, la température moyenne annuelle observée sur la station météorologique de Météo-France la plus proche, sur la commune de Saignes à 17 km à vol d'oiseau, est de 11,3 °C et le cumul annuel moyen de précipitations est de 987,0 mm,. Pour l'avenir, les paramètres climatiques de la commune estimés pour 2050 selon différents scénarios d'émission de gaz à effet de serre sont consultables sur un site dédié publié par Météo-France en novembre 2022.

## Urbanisme

### Typologie
Au 1er janvier 2024, Salins est catégorisée commune rurale à habitat très dispersé, selon la nouvelle grille communale de densité à 7 niveaux définie par l'Insee en 2022.
Elle est située hors unité urbaine. Par ailleurs la commune fait partie de l'aire d'attraction de Mauriac, dont elle est une commune de la couronne,. Cette aire, qui regroupe 16 communes, est catégorisée dans les aires de moins de 50 000 habitants,.

### Occupation des sols
L'occupation des sols de la commune, telle qu'elle ressort de la base de données européenne d’occupation biophysique des sols Corine Land Cover (CLC), est marquée par l'importance des territoires agricoles (98,8 % en 2018), une proportion identique à celle de 1990 (98,8 %). La répartition détaillée en 2018 est la suivante : 
prairies (89,4 %), zones agricoles hétérogènes (9,4 %), forêts (1,2 %). L'évolution de l’occupation des sols de la commune et de ses infrastructures peut être observée sur les différentes représentations cartographiques du territoire : la carte de Cassini (XVIIIe siècle), la carte d'état-major (1820-1866) et les cartes ou photos aériennes de l'IGN pour la période actuelle (1950 à aujourd'hui).

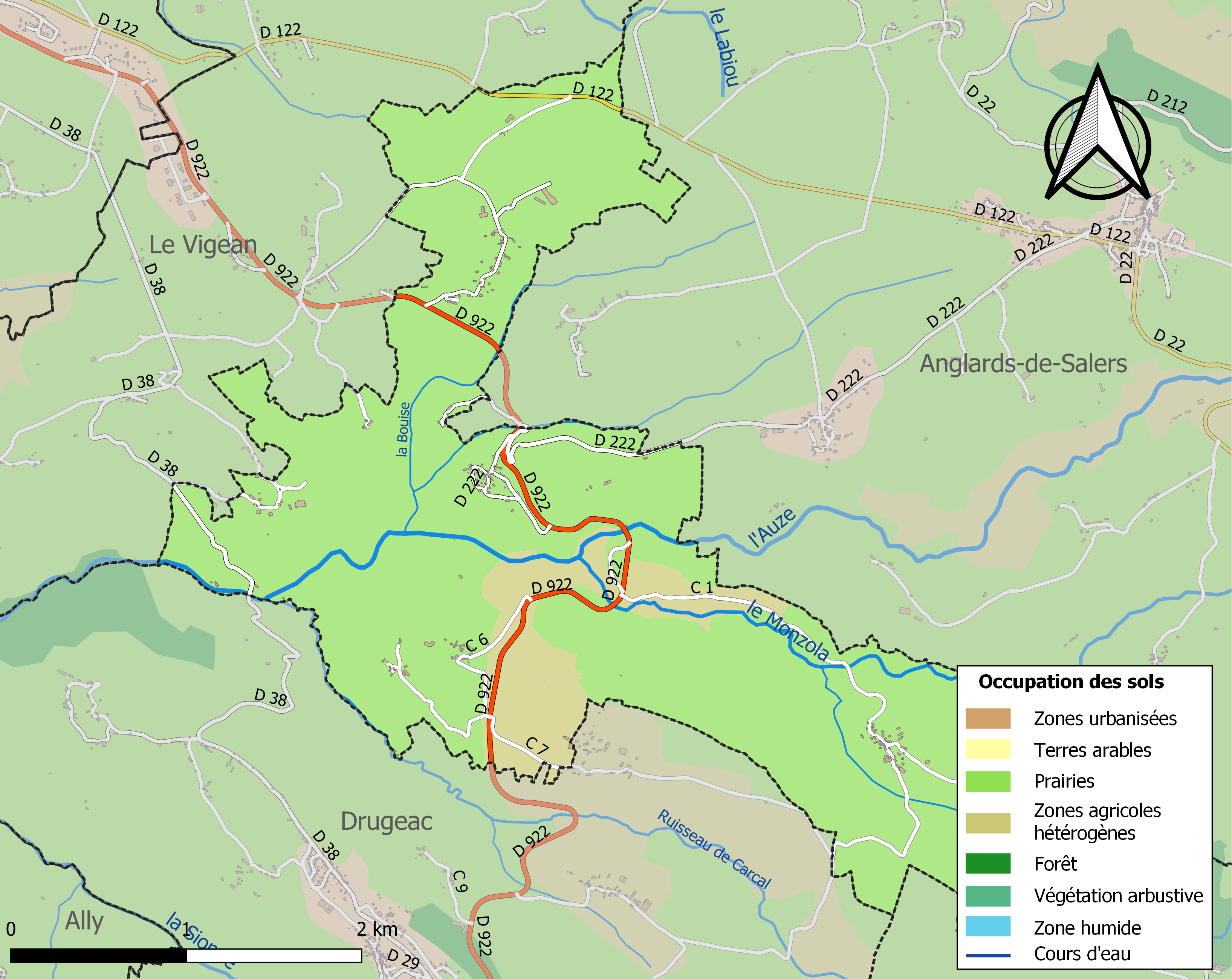
Carte des infrastructures et de l'occupation des sols de la commune en 2018 (CLC).

### Habitat et logement
En 2018, le nombre total de logements dans la commune était de 114, alors qu'il était de 107 en 2013 et de 110 en 2008.
Parmi ces logements, 64 % étaient des résidences principales, 26,3 % des résidences secondaires et 9,6 % des logements vacants. Ces logements étaient pour 95,6 % d'entre eux des maisons individuelles et pour 4,4 % des appartements.
Le tableau ci-dessous présente la typologie des logements à Salins en 2018 en comparaison avec celle du Cantal et de la France entière. Une caractéristique marquante du parc de logements est ainsi une proportion de résidences secondaires et logements occasionnels (26,3 %) supérieure à celle du département (20,4 %) et à celle de la France entière (9,7 %). Concernant le statut d'occupation de ces logements, 86,5 % des habitants de la commune sont propriétaires de leur logement (85,7 % en 2013), contre 70,4 % pour le Cantal et 57,5 pour la France entière.
| Typologie                                               | Salins | Cantal | France entière |
| ------------------------------------------------------- | ------ | ------ | -------------- |
| Résidences principales (en %)                           | 64     | 67,7   | 82,1           |
| Résidences secondaires et logements occasionnels (en %) | 26,3   | 20,4   | 9,7            |
| Logements vacants (en %)                                | 9,6    | 11,9   | 8,2            |

## Politique et administration
| Période                                  | Période                       | Identité        | Étiquette | Qualité     |
| ---------------------------------------- | ----------------------------- | --------------- | --------- | ----------- |
| Les données manquantes sont à compléter. |                               |                 |           |             |
| mars 2001                                | mars 2008                     | Pascal Moins    |           |             |
| mars 2008                                | janvier 2011                  | Michel Kadikoff |           |             |
| janvier 2011                             | En cours (au 27 octobre 2014) | Michel Laporte  | DVD       | Agriculteur |

## Démographie
L'évolution du nombre d'habitants est connue à travers les recensements de la population effectués dans la commune depuis 1793. Pour les communes de moins de 10 000 habitants, une enquête de recensement portant sur toute la population est réalisée tous les cinq ans, les populations de référence des années intermédiaires étant quant à elles estimées par interpolation ou extrapolation. Pour la commune, le premier recensement exhaustif entrant dans le cadre du nouveau dispositif a été réalisé en 2007.

En 2022, la commune comptait 144 habitants, en évolution de −0,69 % par rapport à 2016 (Cantal : −1,08 %, France hors Mayotte : +2,11 %).
| 1793 | 1800 | 1806 | 1821 | 1831 | 1836 | 1841 | 1846 | 1851 |
| ---- | ---- | ---- | ---- | ---- | ---- | ---- | ---- | ---- |
| 424  | 626  | 670  | 471  | 267  | 363  | 325  | 365  | 370  |

| 1856 | 1861 | 1866 | 1872 | 1876 | 1881 | 1886 | 1891 | 1896 |
| ---- | ---- | ---- | ---- | ---- | ---- | ---- | ---- | ---- |
| 338  | 329  | 348  | 435  | 437  | 479  | 911  | 471  | 462  |

| 1901 | 1906 | 1911 | 1921 | 1926 | 1931 | 1936 | 1946 | 1954 |
| ---- | ---- | ---- | ---- | ---- | ---- | ---- | ---- | ---- |
| 414  | 446  | 403  | 408  | 378  | 328  | 317  | 273  | 258  |

| 1962 | 1968 | 1975 | 1982 | 1990 | 1999 | 2006 | 2007 | 2012 |
| ---- | ---- | ---- | ---- | ---- | ---- | ---- | ---- | ---- |
| 214  | 215  | 173  | 159  | 164  | 153  | 160  | 161  | 148  |

| 2017 | 2022 | - | - | - | - | - | - | - |
| ---- | ---- | - | - | - | - | - | - | - |
| 147  | 144  | - | - | - | - | - | - | - |

## Culture locale et patrimoine

### Lieux et monuments
- L'église Saint-Pantaléon de Salins (XIIe siècle), inscrite depuis 2010 à l'inventaire des monuments historiques[16].
- Le château de Mazerolles (XVIe siècle), inscrit depuis 2002 à l'inventaire des monuments historiques[17].

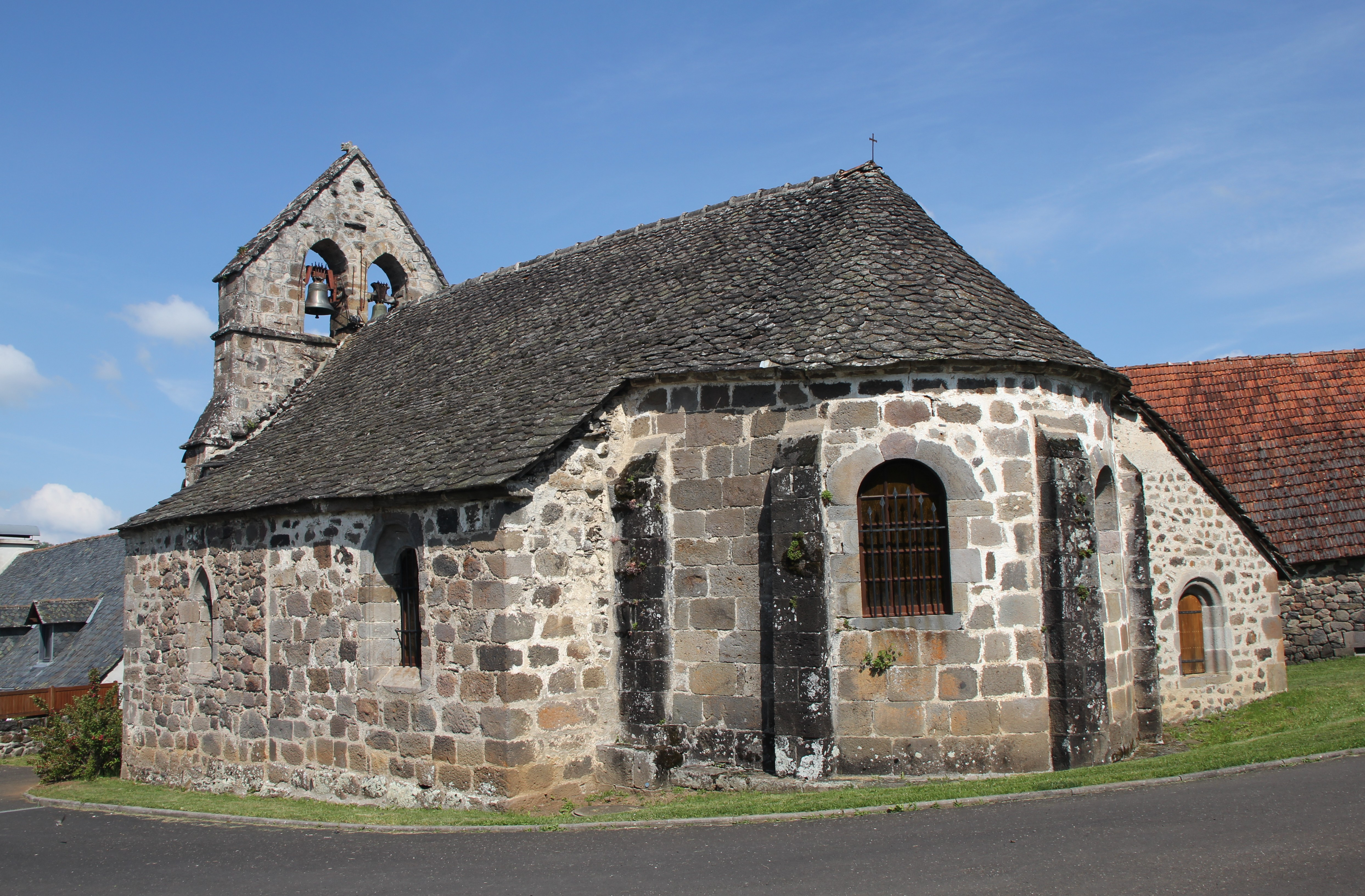
Église Saint-Pantaléon.
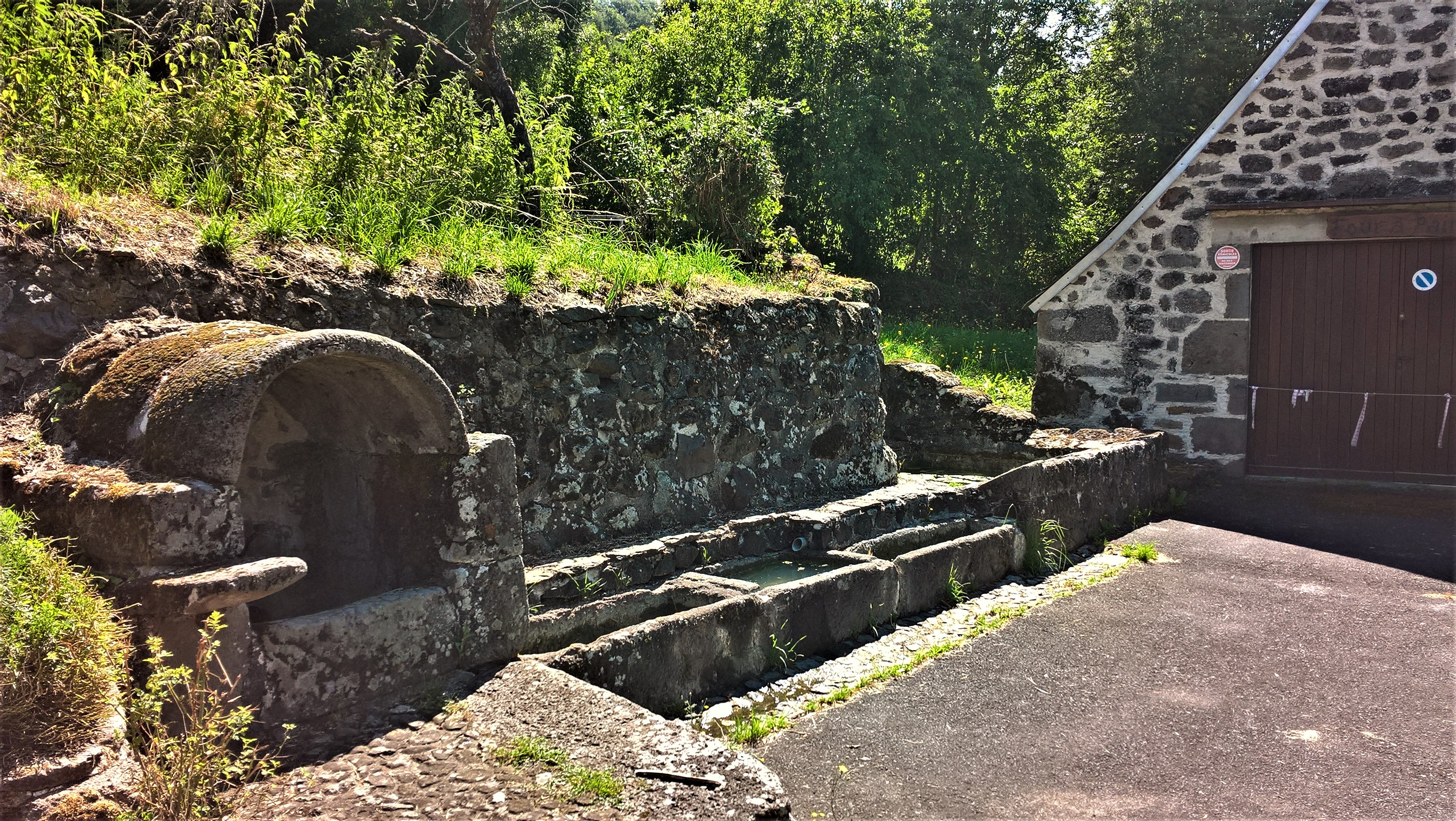
Source et abreuvoir.
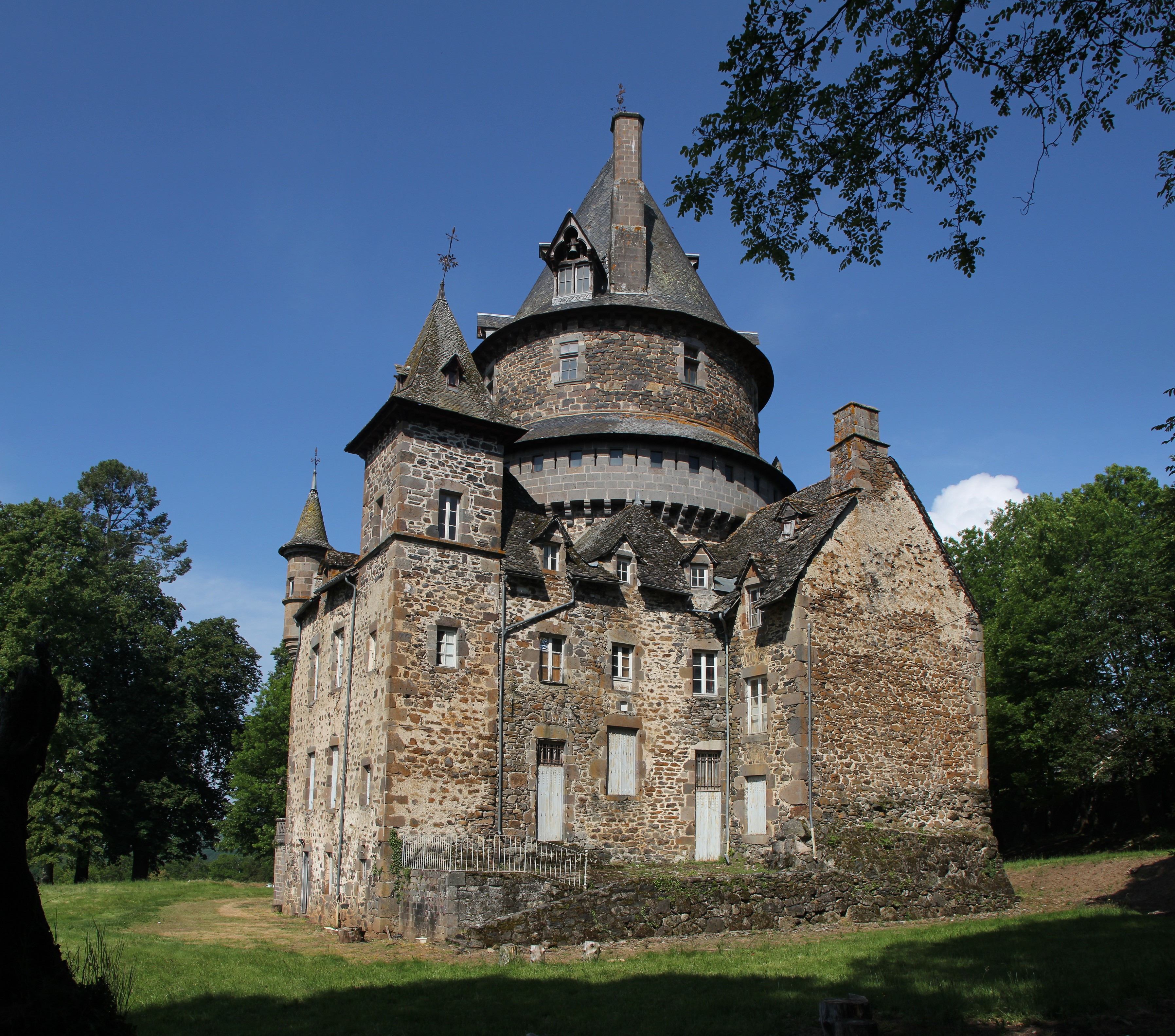
Château de Mazerolles.

### Personnalités liées à la commune
- Sheila